# 19397 Lagarini
19397 Lagarini este un asteroid din centura principală, descoperit pe 3 martie 1998, de ODAS.